# تامالي
تامال هي عاصمة المنطقة الشمالية في غانا ويبلغ عدد سكانها 305,000 ومعظمهم من المسلمين وتقع في منطقة السافانا شمال غانا
تكونت المدينة من تجمع بعض القرى معا تدريجيا، كثير من الساكن يعيشون في بيوت مبنية من الطين.
تعتمد المدينة في توفير احتياجاتها من الطاقة الكهربية على سد أكوسومبو الموجود في وسط غانا.

## المناخ
يظهر الجدول التالي التغييرات المناخية على مدار السنة لتامالي:
| البيانات المناخية لـتامالي         | البيانات المناخية لـتامالي | البيانات المناخية لـتامالي | البيانات المناخية لـتامالي | البيانات المناخية لـتامالي | البيانات المناخية لـتامالي | البيانات المناخية لـتامالي | البيانات المناخية لـتامالي | البيانات المناخية لـتامالي | البيانات المناخية لـتامالي | البيانات المناخية لـتامالي | البيانات المناخية لـتامالي | البيانات المناخية لـتامالي | البيانات المناخية لـتامالي |
| الشهر                              | يناير                      | فبراير                     | مارس                       | أبريل                      | مايو                       | يونيو                      | يوليو                      | أغسطس                      | سبتمبر                     | أكتوبر                     | نوفمبر                     | ديسمبر                     | المعدل السنوي              |
| ---------------------------------- | -------------------------- | -------------------------- | -------------------------- | -------------------------- | -------------------------- | -------------------------- | -------------------------- | -------------------------- | -------------------------- | -------------------------- | -------------------------- | -------------------------- | -------------------------- |
| الدرجة القصوى °م (°ف)              | 40.0 (104.0)               | 41.5 (106.7)               | 42.7 (108.9)               | 42.8 (109.0)               | 40.2 (104.4)               | 37.8 (100.0)               | 35.6 (96.1)                | 35.4 (95.7)                | 34.8 (94.6)                | 38.2 (100.8)               | 39.2 (102.6)               | 38.6 (101.5)               | 42.8 (109.0)               |
| متوسط درجة الحرارة الكبرى °م (°ف)  | 35.4 (95.7)                | 36.9 (98.4)                | 37.1 (98.8)                | 35.4 (95.7)                | 33.6 (92.5)                | 31.1 (88.0)                | 29.8 (85.6)                | 29.2 (84.6)                | 29.9 (85.8)                | 32.2 (90.0)                | 34.8 (94.6)                | 34.9 (94.8)                | 33.4 (92.1)                |
| المتوسط اليومي °م (°ف)             | 27.9 (82.2)                | 30.1 (86.2)                | 30.9 (87.6)                | 29.8 (85.6)                | 28.6 (83.5)                | 26.8 (80.2)                | 26.0 (78.8)                | 25.8 (78.4)                | 25.9 (78.6)                | 27.3 (81.1)                | 28.2 (82.8)                | 27.5 (81.5)                | 27.9 (82.2)                |
| متوسط درجة الحرارة الصغرى °م (°ف)  | 20.4 (68.7)                | 22.8 (73.0)                | 24.6 (76.3)                | 24.6 (76.3)                | 23.6 (74.5)                | 22.5 (72.5)                | 22.1 (71.8)                | 21.9 (71.4)                | 21.8 (71.2)                | 21.9 (71.4)                | 21.6 (70.9)                | 20.3 (68.5)                | 22.3 (72.1)                |
| أدنى درجة حرارة °م (°ف)            | 15.0 (59.0)                | 16.1 (61.0)                | 18.9 (66.0)                | 19.4 (66.9)                | 18.9 (66.0)                | 18.9 (66.0)                | 18.3 (64.9)                | 18.9 (66.0)                | 18.9 (66.0)                | 18.9 (66.0)                | 16.1 (61.0)                | 13.9 (57.0)                | 13.9 (57.0)                |
| الهطول مم (إنش)                    | 4 (0.2)                    | 12 (0.5)                   | 48 (1.9)                   | 88 (3.5)                   | 112 (4.4)                  | 146 (5.7)                  | 142 (5.6)                  | 198 (7.8)                  | 231 (9.1)                  | 92 (3.6)                   | 14 (0.6)                   | 3 (0.1)                    | 1٬090 (42.9)               |
| متوسط أيام هطول الأمطار (≥ 0.3 mm) | 1                          | 1                          | 4                          | 7                          | 10                         | 12                         | 13                         | 15                         | 19                         | 12                         | 2                          | 1                          | 97                         |
| متوسط الرطوبة النسبية (%)          | 27                         | 32                         | 45                         | 61                         | 70                         | 77                         | 80                         | 79                         | 80                         | 74                         | 59                         | 40                         | 60                         |
| ساعات سطوع الشمس الشهرية           | 266.6                      | 237.3                      | 251.1                      | 231.0                      | 248.0                      | 204.0                      | 161.2                      | 139.5                      | 156.0                      | 260.4                      | 282.0                      | 272.8                      | 2٬709٫9                    |
| ساعات سطوع الشمس اليومية           | 8.6                        | 8.4                        | 8.1                        | 7.7                        | 8.0                        | 6.8                        | 5.2                        | 4.5                        | 5.2                        | 8.4                        | 9.4                        | 8.8                        | 7.4                        |
| المصدر: الأرصاد الجوية الألمانية   |                            |                            |                            |                            |                            |                            |                            |                            |                            |                            |                            |                            |                            |

## توأمة
لتامالي اتفاقيات توأمة مع كل من:
- لويفيل
- فادا نغورما
- نيامي

## أعلام
- أوسكار عمر
- ستيفن أودورو
- الحسن واكاسو
- إبراهيم آيو
- عبد الرحمن بابا